# Cordylomera vittata
Cordylomera vittata är en skalbaggsart som beskrevs av Jordan 1903. Cordylomera vittata ingår i släktet Cordylomera och familjen långhorningar. Inga underarter finns listade i Catalogue of Life.